# Fenyő-gyilkosság
A Fenyő-gyilkosság egy merénylet volt Fenyő János médiavállalkozó ellen Budapest II. kerületében, a Margit körút és a Margit utca sarkán 1998. február 11-én. A gépfegyveres támadásban Fenyő a helyszínen életét vesztette, az eset pedig az 1990-es évek végén Magyarországon zajló „maffiaháború” egyik legismertebb gyilkossága lett.

## Előzmények
Fenyő János médiavállalkozó sikeres fényképészként kezdte a karrierjét az 1970-es években; az 1980-as években már külföldön is, azon belül Kaliforniában dolgozott huzamosabb ideig, ahonnan már amerikai állampolgárként tért haza 1987-ben. 1988-ban megalapította médiavállalkozását VICO néven, ami rövid idő alatt a videókazetta-kölcsönzői és -árusítói piac egyeduralkodójává vált. Az ebből befolyó pénzből számos akkoriban jól menő, ismert újságot felvásárolt a gyermeklapoktól (pl. Buci Maci) a tinimagazinokon át (pl. Bravo-lapcsalád) a hírlapokig (pl. Népszava).
Ezeket a felvásárlásokat (ahogy a Vico beindítását is) részben alvilági pénzekből fedezte, mivel a videókazetta-üzlet mindenféle forgalmazási és egyéb engedélyek híján hamar feltűnt az amerikai kiadóknak, akik jelentős összegű pereket akasztottak a nyakába, amelyeket egyrészt megnyertek, másrészt a Vicót eltiltották a további kazettaforgalmazástól.

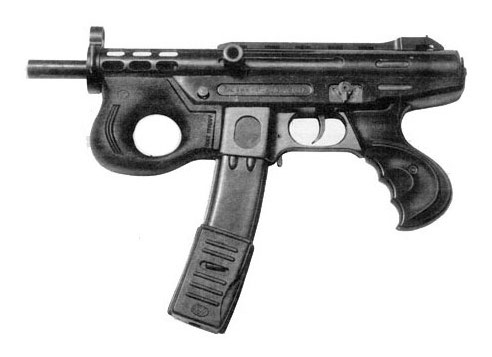
A merénylet elkövetéséhez használt, horvát gyártmányú, Agram 2000 típusú géppisztoly

1998-ra Fenyő vállalatbirodalma a feltételezések szerint 15-17 milliárd forintot ért.

## A gyilkosság
1998. február 11-én, nem sokkal este fél hat után Fenyő autójával egy piros lámpánál várakozott a budapesti Margit körút és Margit utca sarkán. Éppen egyik barátnőjével beszélt telefonon, amikor egy ismeretlen fegyveres férfi a mögötte haladó autóból kiugrott, és a kezében lévő Agram 2000 típusú, hangtompítóval felszerelt géppisztolyból az anyósülés felőli ablakon keresztül mintegy 20-25 lövést adott le közvetlen közelről a vállalkozóra, aki a helyszínen életét vesztette. Az elkövető ezután futva távozott a helyszínről.

## Nyomozás
Az elkövetéskor használt gépfegyvert és ruhákat nem sokkal később egy kapualjban megtalálták. A gépkocsit, amit használtak, két hónappal később, áprilisban találta meg a rendőrség, ebben újabb bizonyítékokat sikerült rögzíteniük.
Kezdetben különböző (összesen három), az albán maffiához sorolható személyeket gyanúsítottak az elkövetéssel, de DNS mintájuk nem egyezett a helyszínen a gyilkos által hátrahagyott mintákkal.
A nyomozás többször is megakadt, mígnem négy év után, 2002. február 5-én lezárták. Kovács Lajos rendőr nyomozó szerint nagyon közel jutottak a megbízóhoz, de bizonyíték nem volt. Visszavonulását követően, 2020-ban Kovács a Hír TV Riasztás c. bűnügyi magazinjának elmondta, hogy Gyárfás Tamás és Princz Gábor mint a gyilkosság lehetséges felbujtói már a nyomozás elején szóba kerültek, akik egy ilyen jól megtervezett és végrehajtott merényletet a vagyoni helyzetüknél fogva finanszírozhattak (azonkívül mindkettőről ismert, hogy haragosai voltak Fenyő Jánosnak). Princzet utóbb kizárták a gyanúsításból, mert úgy látták nem rendelkezik annyi alvilági kapcsolattal, mint Gyárfás. Gyárfásnak viszont már ekkoriban kiugró volt a Portik Tamással való kapcsolata. Kovács az összegyűlt anyaggal felkereste a főügyészt Ihász Sándort és elmondta neki, hogy Gyárfást meg lehetne gyanúsítani a gyilkosságra való felbujtással. A főügyész úgy látta, hogy a gyanú megalapozott, de a végrehajtók megtalálása nélkül nem tanácsolta a vádemelést.
Perczel Tamás, Fenyő egykori pszichológusa és bizalmasa végstádiumú rákos betegként 2004-ben videóvallomást tett, ebben meglehetősen nyíltan beszélt a vállalkozó viselt dolgairól, valamint ellenségeiről, közülük is kiemelve Fenyő „örökösét”, Székely Herbertet, valamint Princz Gábort, a Postabank egykori vezérét és Gyárfás Tamást, akik mind saját médiaérdekeltségeiken keresztül kerültek összetűzésbe vele a halála körüli években. A vallomást „Számvetés” címmel hat részletre vágták, és 2005-ben kiadták.
2005 májusában a vallomás hatására újranyitották az ügyet, de csak az elkövetés után 15 évvel, 2013-ra jutott el a rendőrség oda, hogy meg tudta nevezni gyanúsítottjait, azaz egyebek mellett az Aranykéz utcai robbantással is gyanúsított Jozef Roháčot és társait. Roháč DNS-ét csak 2011-ben azonosították az eldobált ruhákon és a fegyveren. Az ügy elhúzódása miatt vizsgálat indult többek között a labor ellen is, amely ezeket a teszteket végzi. Utóbbinál mulasztást állapítottak meg.
Roháč és egyik gyanúsított társa a kettőből 2011-ben előzetes letartóztatásba került Magyarországon, miután Szlovákia kiadta őket.
A gyanúsítás szerint a gyilkosságot ismeretlen személy megbízásából követték el, előre megfontoltan, miután feltérképezték Fenyő szokásait, és megtervezték a támadás ideálisnak vélt helyét és módját. A felbujtó személye ismeretlen maradt.
Több mint tizenöt évvel a gyilkosság után, 2013. március 19-én került sor a vádemelésre, a tárgyalás pedig július 9-én kezdődött meg a Fővárosi Törvényszéken. Roháč vallomásában ártatlannak vallotta magát, és állítása szerint egy jelenleg is szökésben lévő harmadik személynek adta kölcsön az elkövetés helyszíne közelében megtalált ruhákat.
2017-ben Roháč másodfokon jogerősen életfogytiglant kapott Fenyő meggyilkolásáért.
2018. március 22-én a rendőrség emberölésre való felbujtással – mint Jozef Roháč közvetlen megbízóját – gyanúsítottként hallgatta ki Portik Tamást a gyilkossággal kapcsolatban.
2018. április 17-én a rendőrség előállította és emberölésre való felbujtással gyanúsítva kihallgatta Gyárfás Tamást a gyilkossággal kapcsolatban. Sajtóértesülés szerint a gyanúsítás alapja egy hangfelvétel, melyen Gyárfás Portik Tamással, az Energol Rt. 2016-ban elítélt vezetőjével beszélget a később Jozef Roháč által meggyilkolt Fenyő Jánosról. Gyárfás Tamás a kihallgatás során mindenre kiterjedő vallomást tett, tagadta a terhére rótt cselekményt, és panaszt jelentett be  a gyanúsítás, valamint az őrizetbe vétel ellen. A Fővárosi Főügyészség megállapította, hogy a bűncselekmény megalapozott gyanúja egyértelműen fennáll, ezért a panaszokat elutasította.
2019. július 30-án a Fővárosi Főügyészség felbujtóként előre kitervelten elkövetett emberölés bűntette miatt vádat emelt Gyárfás Tamás ellen. Nem sokkal később vádat emeltek Ihász Sándor főügyész ellen is, akit azzal gyanúsítanak, hogy bizonyítékokat tartott vissza, amelyek a büntetőügyben Gyárfás ellen szólnak.
A Fővárosi Törvényszék 2024 február 8-án 7 év fegyházra ítélte Gyárfás Tamás producert, Portik Tamás életfogytig tartó börtönbüntetést kapott Fenyő János 1998-as meggyilkolása ügyében. A felbujtó Portik 20 év után, a bűnsegéd Gyárfás a büntetése letöltésének négyötöde után kerülhet feltételesen szabadlábra. A vádlottakat a közügyektől 10-10 évre tiltották el. Az ítélet nem jogerős.
Gyárfás Tamás médiavállalkozót azzal vádolták, hogy először Tasnádi Pétert bízta meg üzleti riválisa, Fenyő János megölésével. Tasnádi ugyan átvett egy nagyobb összeget ezért, de a merényletet nem szervezte meg, Gyárfás ezután Portikra bízta Fenyő likvidálását, amelyet 1998. február 11-én hajtott végre a számos akkori, alvilági leszámolás ügyében már jogerősen elítélt szlovák Jozef Roháč.
Gyárfás Tamást első fokon bűnösnek találta a bíróság és hét év fegyházra ítélte, míg Portik Tamás halmazati büntetésként életfogytiglant kapott. Mind Gyárfás, mind Portik megfellebbezték az ítéletet, Gyárfás továbbra is szabadlábon védekezhet.
2025. április 10-én a Fővárosi Ítélőtábla Portik Tamást jogerősen is életfogytiglani szabadságvesztésre, míg Gyárfás Tamást 7 év szabadságvesztésre ítélte, azonban az ő esetében a végrehajtási fokozatot börtönre enyhítette. Az Ítélőtábla Gyárfás Tamás esetében az idő múlásával és az egykori sportriporter idős korával indokolta.